# Веб-фреймворк
Веб-фреймворк (англ. web framework), фреймворк веб-приложений (англ. web application framework, WAF) или каркас веб-приложений — фреймворк, предназначенный для создания динамических веб-сайтов, сетевых приложений, сервисов или ресурсов. Он упрощает разработку и избавляет от необходимости написания рутинного кода. Многие фреймворки упрощают доступ к базам данных, разработку интерфейса, и также уменьшают дублирование кода.
Существуют специализированные типы веб-фреймворков, например, фреймворки для создания систем управления содержимым.

## Архитектурные решения
Большая часть фреймворков веб-приложений реализует шаблон проектирования Model-View-Controller (MVC). Однако, также могут использоваться и другие шаблоны, например, Model-View-Presenter (Backbone.js) или Model-View-ViewModel (Knockout.js).
Веб-фреймворки можно также по уровню абстракции условно разделить на 3 типа:
- Основанные на запросах: фреймворк непосредственно обрабатывает входящие запросы. Сохранение состояния происходит за счёт серверных сессий. Примеры: Django, Ruby on Rails, Struts, Grails.
- Основанные на компонентах: фреймворк абстрагирует обработку запросов внутри стандартных компонентов и самостоятельно следит за состоянием. Своим поведением данные фреймворки напоминают стандартные программные графические интерфейсы. Примеры: JavaServer Faces, Tapestry, Wicket.
- Rich Internet Application-фреймворк: служат для разработки полноценных приложений, запускаемых внутри браузера. Пример: Apache Flex[2].